# Мецолдо
Мецолдо (итал. Mezzoldo) је насеље у Италији у округу Бергамо, региону Ломбардија.
Према процени из 2011. у насељу је живело 166 становника. Насеље се налази на надморској висини од 855 м.

## Становништво
Према резултатима пописа становништва 2011. у општини је живело 193 становника.
| 1936. | 1951. | 1961. | 1971. | 1981. | 1991. | 2001. | 2011. |
| ----- | ----- | ----- | ----- | ----- | ----- | ----- | ----- |
| 408   | 516   | 488   | 460   | 337   | 281   | 222   | 193   |